# Oligochlora
Oligochlora es un  género extinto de abejas halíctidas en la subfamilia Halictinae. Actualmente, el género contiene seis especies, todas del Mioceno, piso Burdigaliense encontrados en depósitos de ámbar dominicano en la isla Hispaniola.

## Descripción
Oligochlora es más similar al género viviente Neocorynura, del cual se distingue por la forma del mesoescuto y de la cresta preoccipital
 o al género monotípico Thectochlora que también presenta una relación mutualista con ácaros. El género se parece superficialmente a Corynura pero difiere en una serie de características como la falta de pelos en los ojos.